# Blue Tower (Bruxelles)
Pour les articles homonymes, voir Blue Tower.
La Blue Tower (anciennement appelée tour S.A.I.F.I.) est un immeuble de bureaux de style fonctionnaliste (style héritier et continuateur du modernisme en Belgique) situé sur l'avenue Louise à Bruxelles en Belgique, conçu par l'architecte Henri Montois et inauguré en 1976.

## Localisation
La tour est située au no 324-326 de l'avenue Louise à Bruxelles,. 
Elle occupe l'îlot triangulaire délimité par l'avenue Louise à l'ouest et par les rues du Lac et Vilain XIIII à l'est, presque en face du carrefour entre l'avenue Louise et la chaussée de Waterloo.
Sa silhouette domine le quartier des étangs d'Ixelles. 

## Historique
La tour est conçue par l'architecte Henri Montois pour la société Immobilière Bernheim-Outremer s.a. et inaugurée en 1976 sous le nom de tour S.A.I.F.I.,,.
Avec cette tour de bureaux qui « apparaît comme clairement différente des autres gratte-ciels de Bruxelles », Henri Montois fait œuvre de précurseur en pleine période fonctionnaliste et annonce déjà en 1976 les tours de style postmoderne en verre bleu des années 1990 et 2000.
Il avait déjà annoncé ce style en 1974 avec l'immeuble « Louise / Claus », un « immeuble au caractère intemporel » de type low-rise building.
De 1993 à 1997, la tour fait l'objet de travaux de rénovation et de transformations en matière de sécurité, de communications et d'accessibilité, des sujets qui n'étaient pas une priorité au milieu des années 1970. Durant ces travaux, réalisés sous la direction du Bureau d'architecture Henri Montois (ou Montois Partners Architects) pour le compte du groupe InterInkea, un nouveau lobby est ajouté.
Depuis octobre 2020, Goldman Sachs détient un bail emphytéotique de 99 ans sur la tour,.
La Blue Tower abrite trois sociétés belges du milliardaire français Bernard Arnault : Pilinvest Participations, Pilinvest Investissements et Belholding qui, ensemble, détiennent 81 % du capital d'Agache, une société holding qui détient des participations, entre autres, dans LVMH, le numéro un mondial des produits de luxe.

## Architecture
D'une hauteur de 88 mètres, la tour comporte 25 étages, 9 ascenseurs et 330 places de parking,,. Elle offre une surface de bureaux de 24 855 m2, soit environ 1 000 m2 par étage,.
La tour est le 23e immeuble le plus haut de Bruxelles et le 30e de Belgique.
En accord avec les règles d'urbanisme en vigueur à Bruxelles, elle respecte un recul de 3 mètres par rapport à la voie publique.
La façade est constituée d'une façade-rideau en verre bleu réfléchissant rythmée verticalement par des bandes d'aluminium anodisé,. 
Le nouveau lobby est une rotonde de 15 mètres de diamètre et de 7,5 mètres de haut. Ce lobby remplace l'ancien pavillon d'entrée cubique en aluminium. Cette entrée a été conçue par le bureau bruxellois LD2 Architecture.
Le rez-de-chaussée comporte un café et une galerie d'art,.

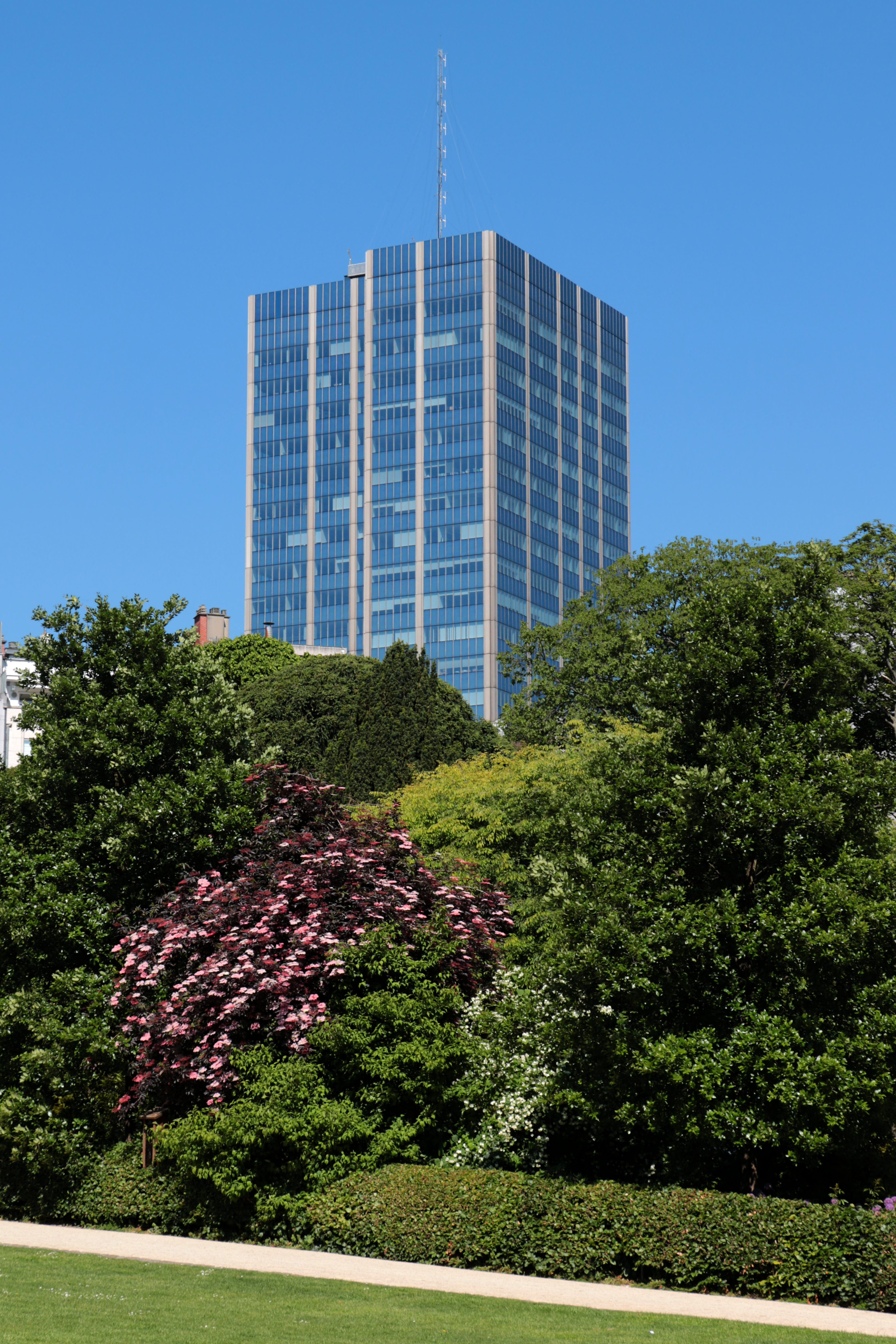
La Blue Tower depuis le Jardin du Roi.
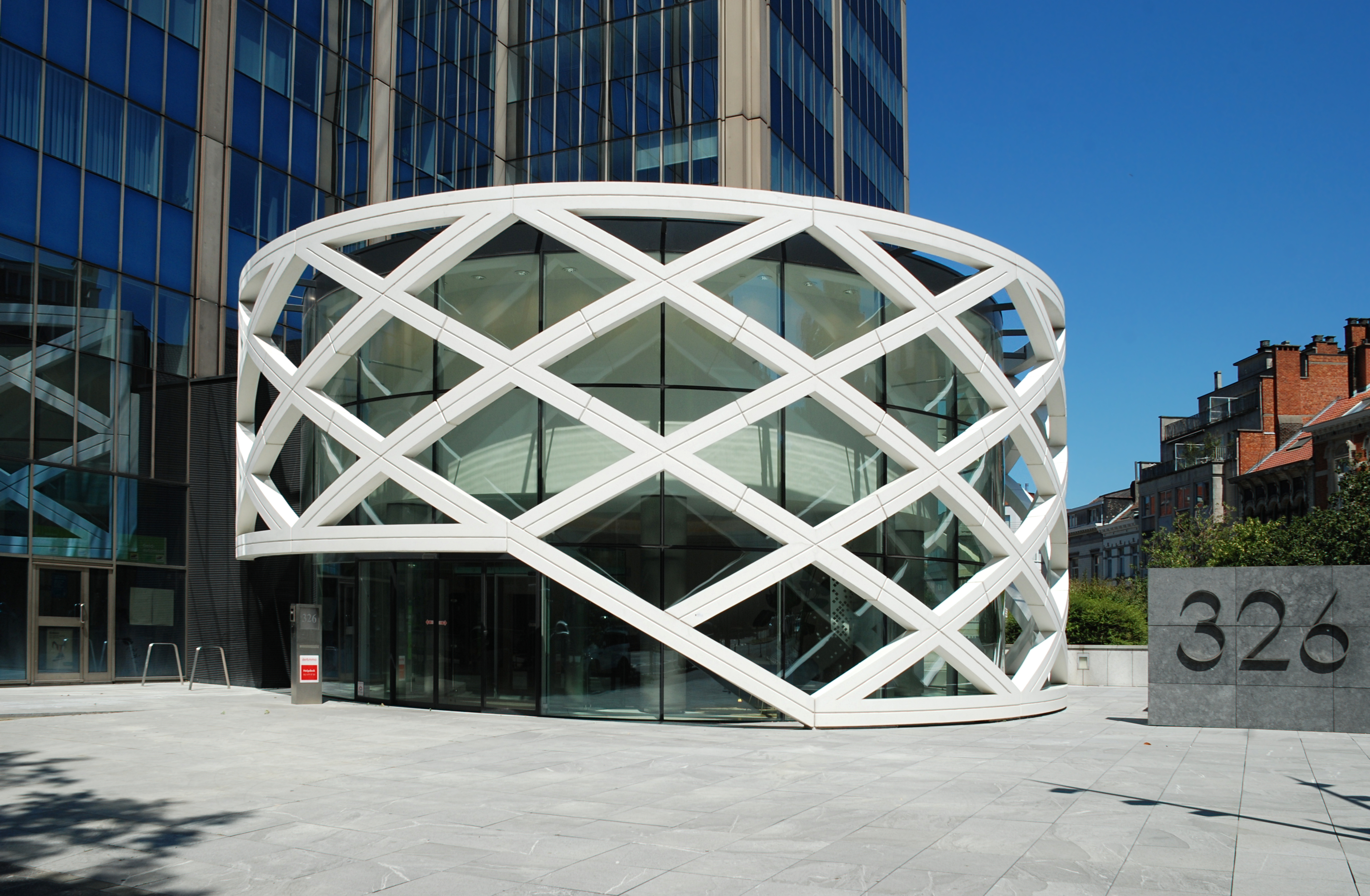
Le lobby (LD2 Architecture).